# Sautin
Sautin is een dorp in de Belgische provincie Henegouwen, en een deelgemeente van de Waalse gemeente Sivry-Rance.

## Geschiedenis
Sautin was vroeger een gehucht van Sivry. In 1914 werd Sautin afgesplitst als zelfstandige gemeente. Bij de gemeentelijke herindeling van 1977 werd Sautin een deelgemeente van fusiegemeente Sivry-Rance.

## Demografische ontwikkeling
- Bronnen:NIS, Opm:1831 tot en met 1970=volkstellingen